# یدالله منصوری

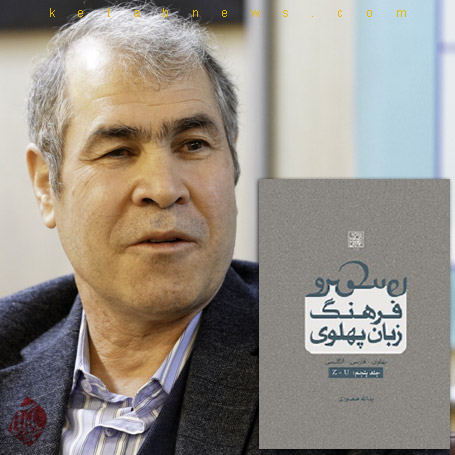
یدالله منصوری در آیین رونمایی از کتاب فرهنگ زبان پهلوی

یدالله منصوری (زادهٔ ۱ مهر ۱۳۴۵، مشگین‌شهر) زبان‌شناس ایرانی، پژوهشگر پیشین فرهنگستان زبان و ادب فارسی و عضو هیئت علمی و دانشیار دانشگاه شهید بهشتی است.

## کتاب‌ها
- ده گفتار درباره زبان خوارزمی، دیویدنیل مکنزی، گراردو نیولی، والتربرونرهرمان هنینگ، هلموت هومباخ، یدالله منصوری (مترجم)، ناشر: کتابخانه طهوری، ۱۳۸۷
- بررسی ریشه‌شناختی افعال در زبان فارسی، یدالله منصوری، جمیله حسن‌زاده، بهمن سرکاراتی (زیرنظر)، ناشر: فرهنگستان زبان و ادب فارسی، ۱۳۸۸
- بررسی ریشه شناختی فعل های زبان پهلوی (فارسی میانه زردشتی)، یدالله منصوری، ناشر: فرهنگستان زبان و ادب فارسی
- فرهنگ زبان پهلوی(پهلوی،فارسی،انگلیسی)، یدالله منصوری، ناشر: دانشگاه شهیدبهشتی، ۱۳۹۷ تا ۱۴۰۲